# Nigeria en los Juegos Olímpicos de París 2024
Nigeria estuvo representada los Juegos Olímpicos de París 2024 por un total de 88 deportistas que compitieron en 12 deportes. Responsable del equipo olímpico es el Comité Olímpico de Nigeria, así como las federaciones deportivas nacionales de cada deporte con participación.
Los portadores de la bandera en la ceremonia de apertura fueron el jugador de bádminton Anuoluwapo Juwon Opeyori y la atleta Tobi Amusan.
El equipo olímpico de Nigeria no obtuvo ninguna medalla en estos Juegos.